# Michael Lebron
Michael William Lebron (* 26. August 1958), bekannt unter dem Künstlernamen Lionel, ist ein Fernseh- und Radiomoderator US-amerikanischer Programme. Er verbreitet auf seiner Online-Plattform Podcasts, Audio- und Videobeiträge. Er gilt als führender Verbreiter der QAnon-Verschwörungstheorien.

## Leben
Michael Lebron graduierte 1976 an der Jesuit High School in Tampa, Florida. Er startete seine Fernsehkarriere mit der CourtTV-Gerichtsshow in den späteren 1990ern. Das Talkers Magazine zählte ihn 2010 zu den „Heaviest Hundred“ auf Platz 54 und 2013 bei den „Frontier Fifty“ auf Nummer 37. Er betätigte sich auch als Bluegrass-Musiker und Stand-up-Comedian. Bekannt wurde er US-weit durch die nach ihm benannte „The Lionel Show“ von Air America.
Lebron lebt in New York City.

## Politische Aktivitäten
Lebron gab 2014 an, durch seine katholische Erziehung stark geprägt zu sein. Er lobte die jesuitische Schulausbildung, die er durchlaufen hatte. Jedoch forderte er eine strenge Trennung von Staat und Religion. Staatliche Eingriffe in die Freiheit der Rede lehnte er entschieden ab. Lebron war besonders für seine „Lionel-Show“ auf Air America bekannt, ein Mediennetzwerk, das eher dem liberalen bis linken Spektrum zugeordnet wurde. In jüngerer Zeit neigte er jedoch immer stärker dem rechten politischen Spektrum und den dort gängigen Verschwörungstheorien zu, die er über seine Webseite und seine Nachrichtenkanäle verbreitet. 2017 äußerte Lebron sich gegenüber RT America zu QAnon und erklärte: „Wir als Kämpfer für die Wahrheit wittern den Sieg!“.

## Auszeichnungen
Lebron gewann 2013 den New York Emmy Award in der Kategorie "Commentary/Editorial Writing".